# Priah Ferguson
Priah Nicole Ferguson (Atlanta, Georgia; 1 de octubre de 2006) es una actriz estadounidense. Es conocida por su papel de Erica Sinclair en la serie de Netflix Stranger Things.

## Primeros años
Priah nació en Atlanta, Georgia, el 1 de octubre de 2006, a John, director de diseño, y Adjua Ferguson, diseñadora gráfica. Tiene una hermana menor llamada Jayda que está interesada en el arte.

## Carrera
Priah Ferguson se sintió motivado a empezar a actuar después de ver las películas "Crooklyn" y "Daddy's Little Girls". Comenzó en 2015 actuando en cortometrajes e independientes. En 2016, hizo su debut televisivo en el programa de FX Networks "Atlanta" creado por Donald Glover y el drama de la Guerra Civil "Mercy Street". En 2017, Ferguson participó en la serie de Netflix ciencia ficción  horror televisión web "Stranger Things" en un papel invitado como Erica Sinclair, la más joven hermana de Lucas Sinclair, interpretado por Caleb McLaughlin. Fue ascendida a un papel recurrente en la temporada 3. En 2018, protagonizó The Oath. Ferguson actuó como estrella invitada en el programa de NBC Bluff City Law con Jimmy Smits en 2019.

## Filantropía
En 2015, Ferguson se asoció con United Way of America en un esfuerzo por llamar la atención sobre el bienestar infantil.

## Filmografía

### Películas
| Año  | Título                       | Papel          |
| ---- | ---------------------------- | -------------- |
| 2022 | The Curse of Bridge Hollow   | Sydney Gordon  |
| 2018 | The Oath                     | Hardy Fontaine |
| 2017 | La Vie Magnifique De Charlie | Young Brandy   |
| 2016 | Deus ex Machina              | Little Girl    |
| 2017 | Perfectville                 | Jojo           |
| 2016 | Suga Water                   | Young Kai      |
| 2016 | Ends                         | Charlie        |

### Televisión
| Año             | Título          | Papel          | Notas                                               |
| --------------- | --------------- | -------------- | --------------------------------------------------- |
| 2019            | Bluff City Law  | Erika          | Episodio: When the Levee Breaks                     |
| 2017 - presente | Stranger Things | Erica Sinclair | Invitado (temporada 2), Recurrente (temporadas 3-4) |
| 2017            | Mercy Street    | Girl           | Episodio: One Equal Temper                          |
| 2017            | Daytime Divas   | Fatima         | Episodio: Lunch is on Us                            |
| 2016            | Coffee X Cream  | Michelle       | 2 episodios                                         |
| 2016            | Atlanta         | Asia           | Temporada 1, Episodio 2: Streets on Lock            |